# Rundfunkjahr 1920

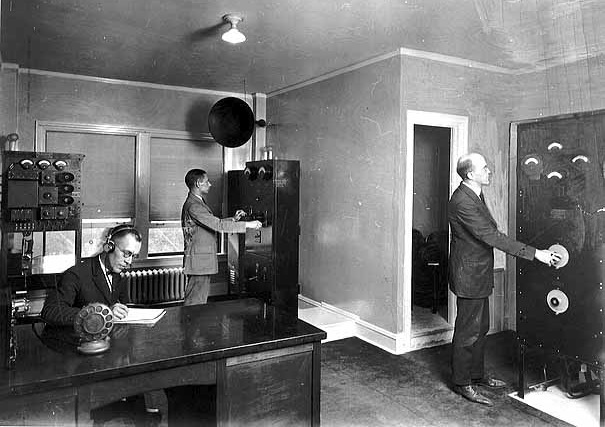
Radiostation in Minneapolis, USA 1920

Liste der Rundfunkjahre

1919 | Rundfunkjahr 1920 | 1921 | 1922 | 1923 | 1924 | ► | ►►

Weitere Ereignisse

## Allgemein
- 10. Januar – Der Friedensvertrag von Versailles tritt in Kraft.
- März – Aufgrund des zunächst erfolgreichen rechtsgerichteten Kapp-Putsches muss die deutsche Reichsregierung zunächst aus Berlin flüchten, aber der Umsturzversuch bricht schon bald durch einen Generalstreik in sich zusammen.
- April – Auf der Konferenz von Sanremo werden große Teile des Nahen Ostens politisch neu geordnet und in britische bzw. französische Mandatsgebiete aufgeteilt.
- August – In der Schlacht von Warschau („Wunder an der Weichsel“) werden die sowjetrussischen Truppen auf ihrem Vormarsch nach Westen aufgehalten.

## Hörfunk
- Januar – Lee De Forest muss den Betrieb seines Sender „2XG“ einstellen, nachdem er ihn von der Bronx (wo er lizenziert war) nach Manhattan verlegt hat.[1]
- 23. Februar – Marconis 15-kW-Station in Chelmsford beginnt auf Langwelle 107 kHz mit einem Versuchsprogramm. Zweimal täglich werden Nachrichten und Musik gesendet. Der Versuch dauert bis zum 6. März 1920.[2]
- April – Lee DeForest installiert im California Theater in San Francisco einen 1-kW-Sender und überträgt von nun an täglich die musikalischen Darbietungen aus dem Konzertsaal. Die Station mit dem Rufzeichen „6XC“ arbeitet zuerst auf 1450 m, später auf 1260 m.[2]
- 15. Juni – Die australische Opernsängerin Nellie Melba tritt als erster Musikstar live im britischen Rundfunk auf.[1]
- 20. August – Der Sender „8MK“ (heute: WWJ-AM) aus Detroit bietet in Zusammenarbeit mit den Detroit News als erste Radiostation reguläre Nachrichten.[1]
- 27. August – Die Sociedad Radio Argentinia strahlt eine Aufführung der Wagneroper Parsifal aus. Zu dieser Zeit kann die Übertragung aber von nicht mehr als 20 Apparaten in ganz Buenos Aires empfangen werden.
- 2. November – KDKA aus Pittsburgh nimmt als erstes Privatradio in den USA sein Programm auf.
- 22. Dezember – Vom Sender Königs Wusterhausen wird erstmals ein Weihnachtskonzert mit Instrumentalmusik, darunter Stille Nacht, heilige Nacht, ausgestrahlt. Zuschriften von Privatpersonen, die das Konzert verfolgten, kamen aus den Niederlanden, dem Vereinigten Königreich, Luxemburg sowie den nordischen Staaten. Da das (Ab)hören des Rundfunks im Deutschen Reich nicht erlaubt war, erfolgten aus dem Reichsgebiet keine Reaktionen.[3]

## Geboren
- 1. Januar – Heinz Zemanek, österreichischer Computerpionier, wird in Wien geboren. († 2014)
- 14. Februar – Albert Barillé, französischer Drehbuchautor und Trickfilmproduzent (Es war einmal …), wird in Paris geboren († 2009).
- 3. März – James Doohan, kanadischer Schauspieler, wird in Vancouver geboren. Doohan wurde vor allem in der Rolle des Lt. Cmdr. Montgomery Scott („Scotty“) in der Fernsehserie Raumschiff Enterprise bekannt. († 2005)
- 23. März – Alfred Böhm, österreichischer Schauspieler und Hörspielsprecher (Der Leihopa), wird in Wien geboren († 1995).
- 23. Mai – Annette von Aretin, im Jahr 1954 erste Fernsehansagerin beim BR, im gesamten deutschsprachigen Raum als Mitglied des Rateteams der Quizsendung Was bin ich? bekannt, wird als Marie Adelhaid Elisabeth Kunigunde Felicitas Freiin von Aretin in Bamberg geboren († 2006).
- 16. Juli – Kurt Hepperlin, deutscher Schauspieler und Dokumentarfilmregisseur, wird in Hammelburg geboren († 1992).
- 18. Juni – Roman Brodmann, schweizerischer Dokumentarfilmer, wird in Binningen geboren († 1990).
- 19. Juli – Heini Kaufeld, deutscher Schauspieler, wird in Hamburg geboren. Er wurde vor allem durch die zahlreichen Fernsehübertragungen aus dem Hamburger Ohnsorg-Theater bekannt. († 1996)
- 20. September – William Conrad, US-amerikanischer Schauspieler (Rauchende Colts), Synchron- und Hörfunksprecher, wird als William Cann in Louisville (Kentucky) geboren († 1994).
- 21. September – Vico Torriani, Schweizer Schlagersänger und Moderator der ZDF-Spielshow Der goldene Schuß, wird als Ludovico Oxens Torriani in Genf geboren († 1998).
- 15. Oktober – Heribert Meisel, österreichischer Sportjournalist, wird in Baden (Niederösterreich) geboren. († 1966)
- 17. November – Camillo Felgen, luxemburgischer Radio- und Fernsehmoderator, wird in Kayl, Kanton Esch an der Alzette, geboren. Felgen moderierte in den 1950er-Jahren für Radio Luxemburg die ersten deutschsprachigen Hitparaden. († 2005)
- 25. November – Hilde Sicks, deutsche Schauspielerin, wird in Hamburg geboren. Sie wurde vor allem durch die zahlreichen Fernsehübertragungen aus dem Hamburger Ohnsorg-Theater bekannt. († 2007)